# Robert Langer
Robert Samuel Langer, Jr. FREng (Albany, 29 de agosto de 1948) é um engenheiro estadunidense. É professor do Instituto de Tecnologia de Massachusetts.
Foi laureado com a Medalha Priestley de 2012.

## Contribuições para a medicina e biotecnologia
Langer é amplamente reconhecido por suas contribuições à medicina e à biotecnologia. Ele é considerado um pioneiro de muitas novas tecnologias, incluindo sistemas de liberação controlada e sistemas de entrega transdérmica, que permitem a administração de drogas ou extração de analitos do corpo através da pele sem agulhas ou outros métodos invasivos
Langer trabalhou com Judah Folkman no Hospital Infantil de Boston para isolar o primeiro inibidor da angiogênese, uma macromolécula para bloquear a disseminação dos vasos sanguíneos nos tumores. macromoléculas tendem a ser quebradas pela digestão e bloqueadas pelos tecidos do corpo se forem injetadas ou inaladas, portanto, é difícil encontrar um sistema de liberação para elas. A ideia de Langer era encapsular o inibidor da angiogênese em um polímero sintético não inflamatório sistema que poderia ser implantado no tumor e controlar a liberação do inibidor. Ele acabou inventando sistemas de polímeros que funcionariam. Esta descoberta é considerada a base de grande parte da tecnologia atual de distribuição de medicamentos.
Langer também trabalhou com Henry Brem, da Escola de Medicina da Universidade Johns Hopkins, em um sistema de entrega de drogas para o tratamento de câncer no cérebro, para entregar quimioterapia diretamente no local do tumor. Os implantes de wafer que ele e sua equipe desenvolveram se tornaram cada vez mais sofisticados e agora podem fornecer vários medicamentos e responder a estímulos. Em 2019, ele e sua equipe desenvolveram e patentearam uma técnica por meio da qual manchas de tatuagem com microagulha poderiam ser usadas para rotular pessoas com tinta invisível para armazenar informações médicas por via subcutânea. Isso foi apresentado como uma bênção para as "nações em desenvolvimento", onde a falta de infraestrutura significa ausência de registros médicos. A tecnologia usa um "corante ponto quânticoque é fornecido, junto com uma vacina, por um adesivo de microagulha".
Langer é considerado o fundador da engenharia de tecidos na medicina regenerativa. Ele e os pesquisadores em seu laboratório fizeram avanços na engenharia de tecidos, como a criação de vasos sanguíneos e tecido muscular vascularizado. Polímeros sintéticos produzidos pela bioengenharia fornecem uma estrutura na qual nova pele, músculo, osso e órgãos inteiros podem ser cultivados. Com esse substrato no lugar, as vítimas de acidentes graves ou defeitos congênitos podem desenvolver tecidos faltantes com mais facilidade. Esses polímeros podem ser biocompatíveis e biodegradáveis.

Langer está envolvido em vários projetos relacionados ao diabetes. Ao lado de Daniel G. Anderson, ele contribuiu com o trabalho de bioengenharia para um projeto envolvendo equipes do MIT, da Universidade de Harvard e de outras instituições, para produzir um dispositivo implantável para tratar diabetes tipo 1 protegendo as células beta produtoras de insulina de ataques do sistema imunológico. Ele também faz parte de uma equipe do MIT que desenvolveu uma cápsula de medicamento que poderia ser usada para administrar doses orais de insulina a pessoas com diabetes tipo 1.